# Can Solà (Cornellà del Terri)
Can Solà és una masia de Cornellà del Terri (Pla de l'Estany) inclosa a l'Inventari del Patrimoni Arquitectònic de Catalunya.

## Descripció
Edifici de planta rectangular amb cossos afegits de diferents èpoques. Les parets estructurals són de maçoneria amb restes d'arrebossat a les façanes. Les obertures són emmarcades amb carreus i presenten llinda plana. En un lateral de la façana hi ha una finestra de caràcter medieval, amb les impostes que ajuden a salvar la llum. El sostre de la planta baixa és fet amb cairats i també ho és la coberta de teula, que presenta dos nivells diferents.

## Història
Està situada a la part posterior de l'església de Sant Andreu i cal no deslligar-la d'alguns dels edificis antics que hi ha a l'entorn.